# Niepokalanki
Niepokalanki, właśc. Zgromadzenie Sióstr Niepokalanego Poczęcia Najświętszej Maryi Panny (łac. Congregatio Sororum Immaculatae Conceptionis Beatae Virginis Mariae) – żeńskie zgromadzenie zakonne.

## Geneza
Józefa Karska wyraźnie zaczynała rozumieć rolę kobiety w rodzinie i społeczeństwie oraz jej odpowiedzialność za wychowanie młodego pokolenia. Coraz intensywniej myślała także o życiu zakonnym i czuła się powołaną do założenia zgromadzenia żeńskiego, które by poświęciło się wychowywaniu dziewcząt. Podczas modlitwy w kościele bernardynów (dzisiejszy kościół św. Anny w Warszawie) postanowiła, że to właśnie ona ma powołać nowe zgromadzenie zakonne.

Rozwijająca się gruźlica płuc udaremniła jej plany. Zmuszona była przerwać działalność charytatywną i w 1850 roku wyjechała za granicę na kurację. Przybyła do Rzymu, gdzie na spowiednika i kierownika duchowego obrała spotkanego o. Hieronima Kajsiewicza. Na jego ręce złożyła 7 maja 1851 roku prywatne śluby dozgonnej czystości i posłuszeństwa.
W 1854 roku spotkała się z młodą wdową, Marceliną Darowską, której syn też umarł. Wzajemne kontakty Józefy Karskiej i Marceliny Darowskiej z czasem zacieśniły się i pogłębiły w atmosferze rozwojowej w Rzymie gdzie utworzyło się polskie środowisko po powstaniu listopadowym. Osiedlili się tam np. ojcowie zmartwychwstańcy, oraz Józef Szymanowski z rodziną.

## Powstanie Zgromadzenia
Za początek istnienia Zgromadzenia Sióstr Niepokalanego Poczęcia NMP (niepokalanek) uważa się rok 1857, kiedy to grupka kilku kobiet wraz z Józefą Karską rozpoczęła życie wspólnotowe w rzymskim klasztorze Casa della Madonna na Via Paolina. Stało się to na mocy dekretu Kongregacji dla Biskupów i Zakonów z dnia 25 listopada 1857 roku, zezwalającego na prowadzenie wspólnego życia i dalszych prac formacyjnych. Datę tę uważa się za urzędowe zawiązanie zgromadzenia. W 1858 roku powstały pierwsze konstytucje – reguła zgromadzenia.
8 grudnia 1859 roku odbyły się pierwsze w historii zgromadzenia obłóczyny i publiczne śluby wieczyste, w tym Józefy Karskiej. Od tego czasu była ona matką Marią Józefą od Jezusa Ukrzyżowanego, nie rządziła długo, ponieważ zmarła w 1860 roku.

## Rozwój Zgromadzenia

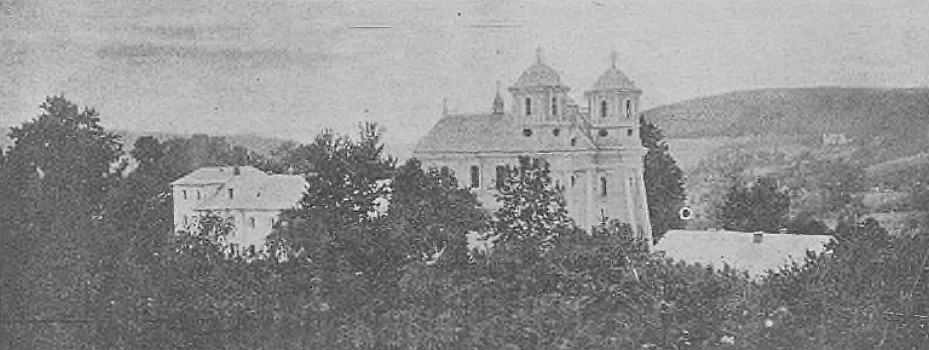
Kościół i klasztor sióstr Niepokalanek w Niżniowie (ok. 1938)

Drugą przełożoną generalną została Marcelina Darowska. Na wiadomość o śmierci Józefy Karskiej i jej woli, iż to ona ma ją zastąpić, Marcelina Darowska opuściła Podole i wyjechała do Rzymu. 3 stycznia 1861 roku publicznie powtórzyła wieczyste śluby i objęła przełożeństwo nad wspólnotą.
Jedną z pierwszych jej decyzji było przeniesienie całego zgromadzenia do Jazłowca do Polski i stało się to w 1863 roku. Tym samym dom generalny zgromadzenia znalazł się w Jazłowcu i był nim do 1933 roku.
Za rządów Matki Marceliny Darowskiej powstały klasztory:
- Jazłowiec (1863) gdzie obecnie mieści się Dom Rekolekcyjny bł. Marceliny Darowskiej, a w jednej części skrzydła sanatorium,
- Jarosław(1875)
- Niżniów (1883)
- Nowy Sącz (1897)
- Słonim (1907)
- Szymanów (1908), gdzie od 1933 roku znajduje się dom generalny.

W przeszłości siostry prowadziły szkoły dla dziewcząt, przede wszystkim słynny internat, przez prawie 80 lat, na Podolu w Jazłowcu, byłej twierdzy i zamku rodziny Jazłowieckich, w Niżniowie, Jarosławiu oraz w Maciejowie i w Słonimie. Były też szkoły w Kościerzynie, Łomiankach, a w Warszawie przy ulicy Idzikowskiego, i przy ulicy Kazimierzowskiej.

## Zadania
Zgromadzenie prowadzi przedszkola, szkoły podstawowe, gimnazja i szkoły średnie z internatami dla dziewcząt. Siostry zakonne również nauczają religii w szkołach państwowych, biorą udział w przygotowaniach do rekolekcji indywidualnych i grupowych. Działają w misjach na Białorusi i Ukrainie.

## Dzisiejsze placówki wychowawcze
Obecnie siostry prowadzą następujące szkoły i przedszkola:
- gimnazjum i liceum ogólnokształcące w Szymanowie,
- gimnazjum i liceum ogólnokształcące w Wałbrzychu,
- technikum gastronomiczno-hotelarskie, zasadniczą szkołę gastronomiczną oraz gimnazjum w Nowym Sączu,
- gimnazjum oraz szkołę podstawową w Jarosławiu,
- przedszkole i szkołę podstawową w Warszawie na Kabatach,
- przedszkole w Łomiankach.

Zgromadzenie sprawuje opiekę nad dwoma sanktuariami maryjnymi w Szymanowie i w Kościerzynie.

## Przełożone generalne zgromadzenia sióstr niepokalanek
1. Maria Józefa od Jezusa Ukrzyżowanego Józefa Karska (1857–1860)
2. Maria Marcelina od Niepokalanego Poczęcia NMP Marcelina Kotowicz Darowska (1860–1911)
3. Maria Filomena od Dzieciątka Jezus Henryka Nowowiejska (1911–1921)
4. Maria Wawrzyna od Ofiarowania NMP Maria Szaszkiewicz (1922–1932)
5. Maria Zenona od Zbawiciela Ludwika Dobrowolska (1933–1953)
6. Maria Immaculata od Chrystusa Króla Maria Niezabitowska (1953–1959)
7. Maria Assumpta od Jezusa Maria Sapieha (1959–1977)
8. Maria Michalina od Serca Pana Jezusa Maria Więckowska (1977–1983)
9. Maria Anuncjata od Trójcy Świętej Anna Strasburger (1983–1996)
10. Maria Macieja od Niepokalanego Poczęcia NMP Maria Kudłacz (1996–2002)
11. Maria Nina od Zmartwychwstania Danuta Michalak (2002–2008)
12. Maria Wawrzyna od Ducha Świętego Wiesława Chwedoruk (od 2008)

## Odznaczenia
- Medal „Pro Patria” (2023)[1][2]